# Ben Gastauer
Ben Gastauer (ur. 14 listopada 1987 w Dudelange) – luksemburski kolarz szosowy.
Gastauer zakończył karierę po sezonie 2021.

## Osiągnięcia
Opracowano na podstawie:

2008
- 1. miejsce w Ruota d'Oro

2009
- 2. miejsce w Flèche du Sud
- 1. miejsce w Tour de Savoie Mont-Blanc
  - 1. miejsce w klasyfikacji punktowej
  - 1. miejsce na 1. etapie

2010
- 3. miejsce w mistrzostwach Luksemburga (start wspólny)

2012
- 2. miejsce w mistrzostwach Luksemburga (jazda indywidualna na czas)
- 2. miejsce w mistrzostwach Luksemburga (start wspólny)

2013
- 3. miejsce w mistrzostwach Luksemburga (jazda indywidualna na czas)

2014
- 2. miejsce w mistrzostwach Luksemburga (start wspólny)

2015
- 1. miejsce w Tour du Haut-Var
  - 1. miejsce na 1. etapie
- 2. miejsce w mistrzostwach Luksemburga (start wspólny)

2016
- 1. miejsce w klasyfikacji górskiej Tour du Haut-Var

2017
- 3. miejsce w mistrzostwach Luksemburga (start wspólny)

## Rankingi
| Rok             | 2009 | 2010 | 2011 | 2012 | 2013 | 2014 | 2015 | 2016 | 2017 | 2018  | 2019  | 2020  |
| --------------- | ---- | ---- | ---- | ---- | ---- | ---- | ---- | ---- | ---- | ----- | ----- | ----- |
| UCI World Tour  |      |      | -    | 241. | -    | -    | -    | -    | 238. | 225.  |       |       |
| World Ranking   |      |      |      |      |      |      |      | 785. | 618. | 1030. | 1591. | 1024. |
| UCI Europe Tour | 157. |      |      |      |      |      |      | 840. | 628. | -     | 1056. | 795.  |
|                 |      |      |      |      |      |      |      |      |      |       |       |       |
| Źródło: UCI     |      |      |      |      |      |      |      |      |      |       |       |       |